# Esther Schüttpelz

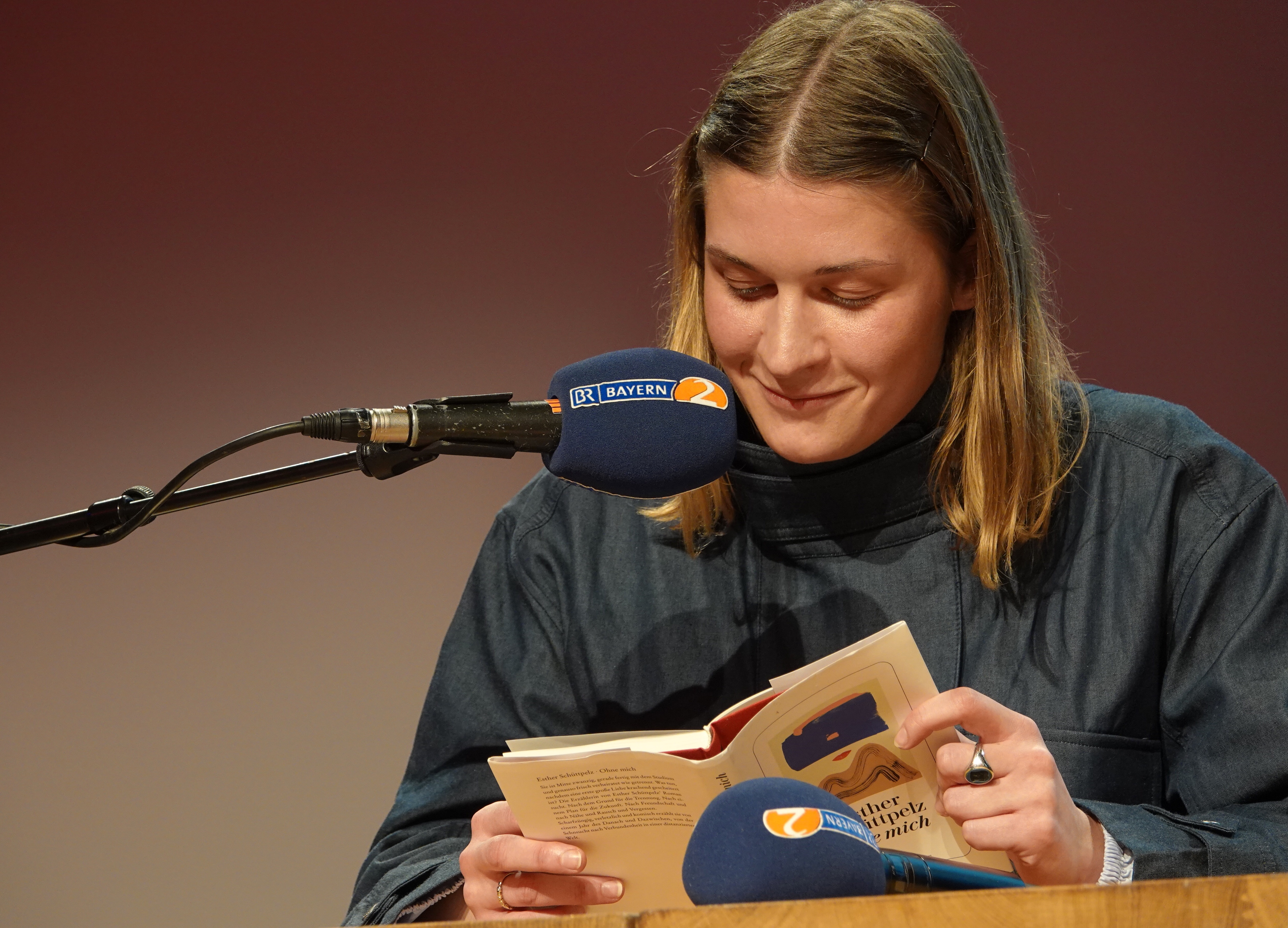
Esther Schüttpelz bei den Wortspielen München, 2023

Esther Schüttpelz (geb. 1993 in Werne) ist eine deutsche Autorin und Juristin. Ihr Debütroman Ohne mich erschien 2023 im Diogenes Verlag.

## Leben
Esther Schüttpelz wurde 1993 in Werne geboren. Sie studierte als Stipendiatin der Studienstiftung des Deutschen Volkes Rechtswissenschaft mit Schwerpunkt Steuerrecht in Münster und absolvierte das juristische Referendariat am Landgericht Münster. Als Referendarin war sie unter anderem für das Netzwerk Steuergerechtigkeit tätig. Als Rechtsanwältin arbeitete sie kurzzeitig für eine mittelständische Kanzlei. Schüttpelz ist als Doktorandin und wissenschaftliche Mitarbeiterin am Lehrstuhl für Bürgerliches Recht, Privatrechtsgeschichte sowie Handels- und Gesellschaftsrecht der Fernuniversität in Hagen beschäftigt. Ihr Debütroman erschien 2023.

## Roman
Schüttpelz’ Debütroman Ohne mich erschien im Februar 2023 im Diogenes Verlag. Er wurde mit dem lit.Cologne Debütpreis 2023 und mit dem Tagespreis Internationales Festival Junger Literatur WORTSPIELE 2023 ausgezeichnet. Weiterhin steht der Roman auf der Longlist des Deutschen Popliteraturpreises für Magic, Pop und Ewigkeit. Er war 2023 für den Debütpreis des Harbourfront Literaturpreises nominiert.
Besprochen wurde der Roman unter anderem in der Berliner Zeitung, wo Schüttpelz' Stil als reduziert und poetisch-ordinär bezeichnet wird, in der Frankfurter Allgemeinen Zeitung, in der Sendung WDR 4 Buchtipp mit Elke Heidenreich und im Deutschlandfunk.